# Palazzo in Salita Tarsia n.127
Il Palazzo in Salita Tarsia n.127 è un edificio di valore storico e architettonico di Napoli, ubicato nell'omonima strada nel quartiere Avvocata.
L'attuale palazzo, secondo Italo Ferraro, discende da due edifici del XVII secolo, unificati da una non ancora identificata famiglia nobiliare (che evidentemente li aveva acquistati entrambi) nel corso del XVIII secolo. Nella prima metà dell'XIX secolo si ha il rifacimento definitivo della facciata con i suoi quattro piani attuali, con il basamento listato che comprende l'ammezzato, mentre i due nobili sono riconoscibili dai timpani triangolari spezzati che sormontano le cornici delle finestre. In asse rispetto al portale d'ingresso, nello stretto cortile, si innalza la scala aperta settecentesca che permette di accedere agli appartamenti privati.
Allo stato attuale è un condominio ben conservato.